# 전리함

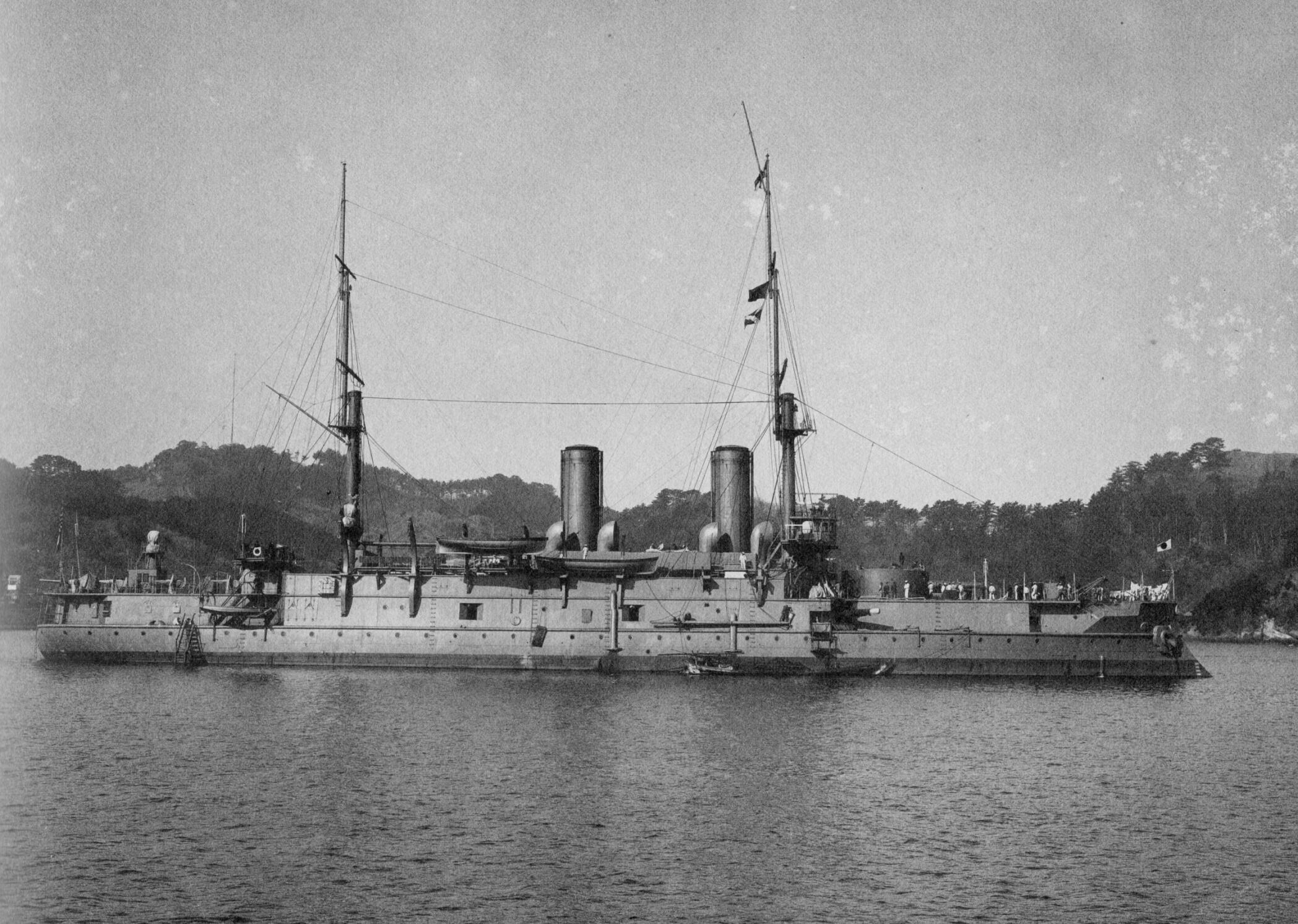
러일 전쟁 중 일본 제국 해군이 러시아 해군으로부터 노획한 임페라토르 니콜라이 1세 는 일본 해군에 편입된 후 이키로 개명되었다

전리함(戰利艦)은 전쟁 기간 동안 노획, 탈취한 군함 또는 전쟁이 끝난 후 보상으로 획득한 군함이다. 전자를 노획함, 후자를 배상함이라고 한다.

## 개요
전시국제법에서 전리품(적국에서 빼앗아 자국 소유로 한 동산)은 적국의 국유 재산으로 제한된다. 전리품 · 노획 무기 중에서는 군함이 가장 크고, 경제적인 면에서도 영향이 컸다. 따라서 전리함의 처리는 전쟁 중 전투에서도 전쟁 이후 협상에서도 중시되었다.
전리함을 획득하는 행동은 고대에도 일반적인 행위였다. 범선 시대의 해전 시에는 노획한 적함을 팔아 수입을 함대 승무원에 나눠주는 시스템이었기 때문에 적함을 격파하여 침몰시키는 것만큼이나 중시되었다. 근대 이후 전쟁 기간 중에는 기밀 유지를 위해 자침시키거나 큰 손실을 입고 침몰하는 경우가 많아 함체를 확보하는 것이 쉽지 않았다. 따라서 노획함을 얻을 수 있다면, 정보를 얻는 것만으로도 그 가치가 충분히 높았다.
또한 전리함을 자국 해군에 편입하여 직접적인 전력으로 이용하는 경우도 있었다. 이 사건은 전쟁 기간 동안, 전쟁이 끝난 후 두 경우로 볼 수 있다. 적함은 자국 해군의 각종 규격이 다를 수 있기 때문에 반드시 유효하게 이용할 수 있었던 것은 아니다.
예를 들어, 청일 전쟁 이후 일본 해군이 청나라에서 노획한 〈진원〉 등은 러일 전쟁에도 사용되었고, 태평양 전쟁 때 일본이 미국으로부터 노획한 〈웨이크〉(USS Wake, PR-3)는 일본을 거쳐 중화민국, 그리고 그 다음엔 중국도 사용하여 활용된 사례가 있었다. 그러나 제1차 세계 대전과 제2차 세계 대전 후 패전국이 배상함으로서 내놓은 함정은 각종 규격이 달랐기 때문에, 대전이 끝난 뒤 전승국이 잉여 함선을 받아 표적함으로 처분하거나, 해체시킨 것도 많았다. 그러나 연합국이면서도 치명적인 타격을 받은 프랑스 해군 등 유럽 해군은 특히 독일 해군 함정이 운용되는 경우도 있었다.

## 노획함
전쟁 기간 동안 적함을 노획할 수 있다면 단순히 적국의 전력이 감소하는 것에만 그치지 않았다. 적국이 사용하는 암호책의 획득, 기술력에 대한 정보를 얻을 수 있었고, 또한 아군의 사기 진작을 기대할 수 있는 등 큰 영향이 있다. 한편, 노획한 적함에 전쟁의 국면을 좌우할 중요한 정보를 발견했을 경우에도 암호를 비롯한 정보 유출이 탐지되지 않도록 노획한 것을 철저하게 은폐하는 경우도 있었다. 예를 들어, 미국 해군은 제2차 세계 대전 중 독일의 잠수함(U보트) 〈U-505〉를 노획하였고, 그곳에서 암호를 비롯한 많은 정보를 추출할 수 있었다.
노획되어 군사상의 기밀 정보뿐만 아니라 탑재되어 있는 각종 무기 등을 적국에 넘어가기 때문에 그것을 피하기 위해 자침하는 경우도 많다. 제2차 세계 전쟁 중의 1942년에 일본군이 영국 식민지인 홍콩을 점령했을 때, 영국 해군은 일본군에 의한 노획을 방지하기 위해 방잠망 부설정 〈바라이트〉를 자침시켰다. 또한 1942년 8월에 벌어진 남태평양 해전에서 미국 해군의 정규 항공모함 〈호넷〉(USS Hornet, CV-8)은 일본군의 공격을 받고 항해 불능 상태에 빠져 전 승무원이 퇴거했다. 미국 해군이 이 항공모함을 미쳐 자침을 시키지 못했는데, 일본 해군이 노획하려고 하자 이를 두려워 한 나머지 격침을 시도한 예가 있었다. 그러나 미국 해군의 격침 시도는 실패로 돌아갔지만 그래도 이 격침시도 덕분에 배의 파손이 심각해져서 일본 해군은 노획을 포기하고 격침시켰다.
근대 이후의 전쟁에서 노획되는 상황은 다양했다. 전투 중에 해상에서 노획되는 경우와 제2차 세계 대전 때 일본 해군이 수라바야에서 노획한 미국 해군의 구축함 〈스튜어트〉(USS Stewart, DD-224), 대전 말기에 독일의 항복으로 일본군이 페낭에서 노획하여 접수한 U보트 〈U-195〉와 같이 항만에서 정박 중에 노획되는 경우도 있었다.

## 배상함
전쟁 후 전리품 함을 얻을 수 있는 경우가 있다. 이것은 전쟁 이후 전승국과 패전국 사이에서 진행되는 배상 협상 결과 배상의 일부로 전승국에 전달되는 것이다.
배상함이 전후 전승국의 해군에 편입되어 활용된 예도 적지 않다. 제2차 세계 대전 후 일본 제국 해군이 영국과 미국, 중화민국과 소련 등에 배상함으로서 다수의 선박을 인도했다. 소련은 구축함 6척, 어뢰정 1척, 해방함 17척, 수송함 2척, 소해정 1척, 소해특무정 3척 등 총 34척을 인도받은 후 대부분 특정 용도로 소련 해군에서 사용했다. 또한 구축함 〈유키카제〉는 중화민국에 인도되어, 중화민국 해군 기함으로 활약했다.
편입되지 않은 예는 제1차 세계 대전에서 일본 해군이 패전국 독일 해군으로부터 〈UC99〉 등 다수의 잠수함을 배상함으로서 획득했지만, 규격이 맞지 않는 등 여러 가지 사정으로 그 대부분이 편입되지 못하고 실험함으로만 사용되었다. 또한 제2차 세계 대전 후 미국에 배상함으로서 인도된 〈전함 나가토〉와 순양함 〈사카와〉는 핵 실험 크로스로드 작전에서 표적함으로서 비키니 환초에서 침몰했다.
배상함으로서 전달되는 것은 패전 이후이기 때문에 노획함과 같이 자침을 시도 예는 적었다. 그러나 제1차 세계 대전 후에서 패배한 독일 제국 해군 대양함대의 대형 함정이 영국의 스카파 플로우에 집결했지만, 배상함으로서 연합국에 인도되는 것을 방지하기 위해 집단으로 자침시킨 사건도 있었다.

## 같이 보기
- 전쟁 배상